# Fundación Progreso y Democracia
La Fundación Progreso y Democracia es una fundación española privada sin ánimo de lucro, reconocida por el Ministerio de Cultura de España, con fines de interés general, fundada el 18 de febrero de 2009, inscrita en el Registro del Ministerio de Cultura y aceptada por éste en la Orden CUL/320/2009, de 27 de enero, publicada en el B.O.E. del 18 de febrero de 2009. Su patronato estuvo formado por gran parte de los miembros del Consejo de Dirección del partido Unión, Progreso y Democracia y presidido por la líder de éste Rosa Díez.

## Actividad

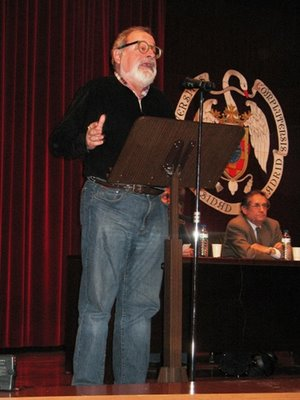
Fernando Savater, impulsor de iniciativas en la Fundación.

Su fin fue apoyar la actividad del partido, promover el debate político, formar a personas en este terreno, fomentar la elaboración de proyectos e impulsar investigaciones en diversos ámbitos.
Su ámbito de actividad abarcaba la totalidad del territorio español, ampliable también a países de su entorno y a otros con los que España mantiene históricamente vínculos especiales como el Sahara Occidental y Cuba. Con voluntad de duración indefinida y fundamentada sobre los valores esenciales de igualdad, libertad y progreso, la Fundación tenía como objetivos la difusión y comunicación de ideas sobre avance social y regeneración democrática a la sociedad en general, pero centrándose principalmente en la europea y española.
Estos objetivos se instrumentaban a través del análisis, la elaboración y divulgación de programas, propuestas y aplicación de ideas de alcance social, económico, académico, jurídico, científico y político. Además, incluía el estudio de fórmulas de colaboración con otras fundaciones e instituciones nacionales e internacionales, que posibilitasen acuerdos sobre programas de intercambio, y también la promoción de actividades que favoreciesen la cooperación y el desarrollo internacional.
La Fundación realizaba actividades de varias índoles: acciones formativas, becas y ayudas para estudios e investigaciones, organización de eventos con participación de los ciudadanos (conferencia, coloquios, exposiciones, seminarios, etc.), publicaciones y colaboración con otras entidades, organismos, e instituciones con finalidades similares.
A partir de 2014 la FPyD permanece inactiva.

## Publicaciones
- Propuestas de Política Económica.
- Juan Luis Calbarro, No había más que empezar.
- Acerca de la educación en España. Propuestas y reflexiones.
- I Jornadas de Llanes.
- II Jornadas de LLanes.
- El Coste del Estado Autonómico. Colección Debate Abierto
- Políticas Energéticas. Colección Debate Abierto.

## Patronato

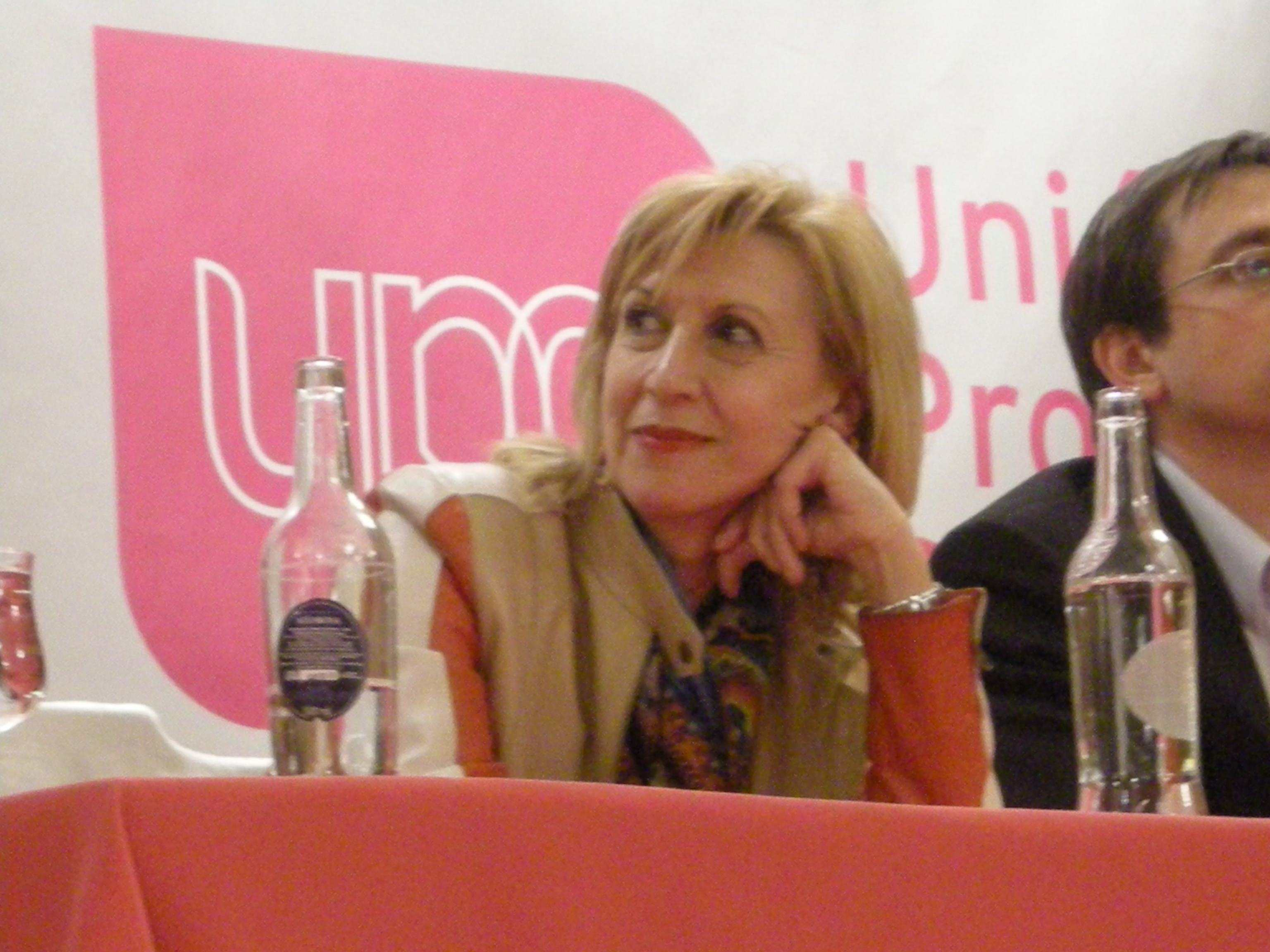
Rosa Díez en un mitin de UPyD.

El patronato inicial estuvo formado por gran parte de los miembros del consejo de dirección del partido Unión, Progreso y Democracia y presidido por Rosa Díez. Fueron los siguientes:
- Manuel Hernández Iglesias. (Profesor de Universidad)
- Rosa Díez González, Diputada nacional, Presidenta de la Fundación Progreso y Democracia. Portavoz de Unión, Progreso y Democracia.  (Funcionaria)
- Carlos Martínez Gorriarán, responsable de Programa y Acción Política de UPyD. (Profesor)
- Juan Luis Fabo Ordónez, diputado autonómico, responsable de Organización de UPyD. (Profesor)
- Ignacio Prendes, responsable de Acción Institucional de UPyD. (Abogado)
- Álvaro Anchuelo Greco, Diputada nacional, responsable de Economía de UPyD. (Catedrático)
- Francisco Pimentel Igea, responsable de Acción Electoral de UPyD. (Guionísta)
- Antonio Ballesteros Santiago, responsable de Expansión y Nuevas Tecnologías de UPyD. (Ingeniero)
- David Andina Martínez. (Médico)
- Elvira García Piñeiro, diputada autonómico. (Abogada)
- Ramón Marcos Allo, diputado autonómico. (Letrado de la Seguridad Social)
- Fernando Maura Barandiaran. (Abogado y Escritor)
- David Ortega Gutiérrez, concejal de Madrid. (Profesor de Universidad)
- Luis de Velasco Rami, diputado autonómico. (Funcionario)
- María Victoria Fernández Savater. (Profesora)
- Paloma Perencevich Cuevas. (Funcionaria)